# Ordnungsdienstkonzept
Auf Antrag der Genehmigungsbehörde muss der Veranstalter einer Veranstaltung ein Ordnungsdienstkonzept vorlegen. Es muss Aussagen über den Einsatz des Personals, Anzahl der Mitarbeiter sowie deren Qualifikation und die Einweisung der Mitarbeiter in das Sicherheitskonzept enthalten.

## Inhalt
Das Konzept muss den Ablauf rund um die Dienstleistung des Sicherheitsordnungsdienstes detailgenau beinhalten. Dazu gehört im allgemeinen Teil der Auftrag und wesentliche Aspekte der Veranstaltung, die Auswirkungen auf das Ordnungsdienstkonzept haben. Als Nächstes erfolgt eine Gefährdungsanalyse. Diese enthält Besonderheiten über die Besucher, um festzustellen, welche Personalmenge erforderlich ist. Danach erfolgt die Auflistung und Beschreibung eines Einsatzkonzeptes und die Nennung der Ansprechpartner in Form eines Organigramms. Dies beinhaltet Aussagen über den Ablauf des Einsatzes sowie der genauen Positionen und der genauen Aufgabe der Position bis hin zu einer Skizze. Benannt werden sollen auch mögliche kritische Situationen und deren Lösungen.

## Aufgaben
Der Sicherheitsdienst oder Veranstaltungsordnungsdienst nimmt mehrere Aufgaben im Rahmen der Absicherung wahr. Dazu gehören:
- Hilfe für Besucher in Problemlagen
- Absicherung der einzelnen Bereiche nur mit Berechtigung durch eine Akkreditierung
- die Lenkung des Besucherstroms
- die Sicherung des Verkehrs
- die Ticket- und Einlasskontrolle
- Zusammenarbeit mit dem Sanitätswachdienst
- Zusammenarbeit mit der Polizei[1]

## Gesetzliche Grundlagen
- Bewachungsgewerbe: §34a GewO[2]